# Бабыр
Бабыр (кирг. Бабыр) — село в Узгенском районе Ошской области Кыргызстана. Входит в состав Мырзыкинского аильного округа. Код СОАТЕ — 41706 255 859 03 0. Располагается в 6,5 км на юго-восток от Узгена.

## Население
По данным переписи 2023 года, в селе проживало 1 136 человек.